# The Cry of Love
The Cry of Love este al patrulea album de studio și primul post-mortem al chitaristului American Jimi Hendrix, lansat pe 5 martie 1971. Albumul a fost mixat de Eddie Kramer și Mitch Mitchell. Coperta albumului a fost realizată de Nancy Reiner. 

## Lista pieselor
1. "Freedom" (3:24)
2. "Drifting" (3:46)
3. "Ezy Ryder" (4:09)
4. "Night Bird Flying" (3:50)
5. "My Friend" (4:40)
6. "Straight Ahead" (4:42)
7. "Astro Man" (3:37)
8. "Angel" (4:25)
9. "In From The Storm" (3:42)
10. "Belly Button Window" (3:34)

- Toate cântecele au fost scrise de Jimi Hendrix

## Single-uri
- "Freedom" (1971)
- "Angel" (1971)
- "Night Bird Flying" (1971)

## Componență
- Jimi Hendrix - chitare, voce, voce de fundal pe piesele 3 și 9, bas pe piesa 5
- Mitch Mitchell - baterie
- Billy Cox - chitară bas
- Buddy Miles - baterie și voce de fundal pe piesa 3